# Сивачек, Юрай
Юрай Сивачек (словац. Juraj Siváček; род. 30 марта 1968, Поважска-Бистрица, ЧССР (ныне Тренчинский край, Словакия) — словацкий дипломат, чрезвычайный и полномочный посол Словацкой Республики на Украине.

## Биография
В 1986 г. окончил гимназию в родном городе. В 1986—1987 г. обучался на факультете коммерции университета экономики в Братиславе (специализация внешняя торговля и экономика)
В 1987—1992 обучался в Московском государственном институте международных отношений (специализация в области международных отношений со странами Скандинавии).
С сентября 1992 по апрель 1996 г. — секретарь по отношениям с США и скандинавскими странами Министерства иностранных дел Словакии. Затем, до августа 2000 г. — второй секретарь посольства Словакии в Вашингтоне. С 2000 г. работал секретарём секции двустороннего сотрудничества МИД Словакии.
В 2001—2002 г. — заместитель директора территориального департамента МИД по отношениям с соседними странами, затем, директор территориального департамента.
С февраля 2003 г. — первый секретарь посольства Словакии в Тель-Авиве.
В августе 2007 г. назначен начальником международного отдела экономических организаций Министерства иностранных дел Словацкой Республики., с октября того же года — генеральный директор кадровой службы Министерства иностранных дел Словакии.
В 2009 г. — начальник Управления делами МИД Словакии.
В апреле 2011 г. назначен чрезвычайным и полномочным послом Словацкой Республики в Узбекистане.
С декабря 2013 г. — чрезвычайный и полномочный посол Словацкой Республики на Украине.
Владеет английским, русским и финским языками.